# Centrum Badań nad Bizancjum
Centrum Badań nad Bizancjum, pierwotnie Centrum Badań nad Literaturą i Recepcją Bizancjum – centrum badawcze istniejące na Wydziale Humanistycznym Uniwersytetu Śląskiego w Katowicach.
Powołano je 1 października 2015 roku na Wydziale Filologicznym Uniwersytetu Śląskiego, a jednym z jego zadań była koordynacja sieci naukowej Byzantine Reception Network. Towards a new field of reception studies. sponsorowanej przez fundację Alexandra von Humboldta. Na skutek reformy uczelnianej zawiesiła ona swoją działalność, a w 2014 roku została ona reaktywowana jako Centrum Badań nad Bizancjum. 
Działalność placówki skupiona jest na badaniach literatury bizantyńskiej i zagadnieniach poświęconych recepcji kultury bizantyńskiej. Organizuje m.in. międzynarodowe konferencje poświęcone tej tematyce. Na jego czele stoi prof. Przemysław Marciniak z Wydziału Humanistycznego Uniwersytetu Śląskiego w Katowicach. 